# Ориньяк (Верхняя Гаронна)
Ориньяк (фр. Aurignac) — коммуна во Франции, находится в регионе Юг — Пиренеи, в департаменте Верхняя Гаронна. 

## Население
Население коммуны на 2010 год составляло 1179 человек.
| 1962 | 1968 | 1975 | 1982 | 1990 | 1999 | 2010 |
| ---- | ---- | ---- | ---- | ---- | ---- | ---- |
| 1026 | 971  | 966  | 976  | 983  | 980  | 1179 |